# Sargus pubescens
Sargus pubescens är en tvåvingeart som beskrevs av Wulp 1885. Sargus pubescens ingår i släktet Sargus och familjen vapenflugor. Inga underarter finns listade i Catalogue of Life.